# Greg Pruden
Gregory „Greg“ Pruden (* 28. Juni 1960 in Edmonton, Alberta) ist ein ehemaliger deutsch-kanadischer Eishockeyspieler und -trainer. Der Verteidiger war unter anderem für den ECD Iserlohn in der Bundesliga aktiv. Als Cheftrainer war er beim EC Bad Nauheim und den Schwenninger Wild Wings in der 2. Bundesliga tätig.

## Karriere
Greg Pruden war im Junioren- und Collegebereich in Kanada und den Vereinigten Staaten, bevor er im Jahr 1984 nach Deutschland kam. Beim Regionalligisten EHC Münster empfahl er sich mit zehn Scorerpunkten in drei Partien für Höheres und erhielt im Folgenden einen Vertrag beim EC in Hannover aus der Oberliga. Zur Saison 1986/87 wurde er vom ECD Iserlohn aus der Bundesliga verpflichtet, doch schon nach 14 Partien verließ er den Verein wieder und wechselte zum EC Bad Nauheim in die 2. Bundesliga.
In der Saison 1989/90 feierte Pruden mit dem nach einer Insolvenz als ECD Sauerland neu gegründeten Verein aus Iserlohn die Zweitliga-Meisterschaft. Über den EHC 80 Nürnberg kehrte er im Jahr 1991 nach Bad Nauheim zurück. Es folgte eine Saison beim ESC Wolfsburg, bevor er sich im Jahr 1993 ein drittes Mal dem EC Bad Nauheim anschloss. Für die „Roten Teufel“ absolvierte er 236 Zweit- und Oberligaspiele, in denen er 34 Tore erzielte und 115 Vorlagen beisteuerte.

### Trainerlaufbahn
Nach seiner Spielerlaufbahn war Greg Pruden unter anderem als Trainer des Inlinehockey-Teams Assenheim Patriots aktiv, bevor er im Februar 2002 als Nachfolger von Harold Kreis den Cheftrainer-Posten beim EC Bad Nauheim in der 2. Bundesliga übernahm. Wenngleich er die Mannschaft zum Klassenerhalt führte, wurde sein Vertrag nach Ende der Saison 2001/02 nicht verlängert.
Nach der Entlassung von Peter Ustorf wurde Pruden, zuvor bereits Assistenztrainer, im Oktober 2007 zum Headcoach der Schwenninger Wild Wings in der 2. Bundesliga befördert. In den ersten elf Spielen unter seiner Leitung gelang es den Wild Wings, jedes Mal zu punkten. Doch auch in Schwenningen endete seine Amtszeit nach dem Aus im Halbfinale zum Saisonende.
Anschließend kehrte Pruden nach Nordamerika zurück, wo er ab 2011 zum Trainerteam des Nachwuchsteams San Diego Junior Gulls gehörte. Zudem war er als Individual-Techniktrainer für Spieler und Gruppen tätig.

## Erfolge und Auszeichnungen
- 1990 Meister der 2. Bundesliga mit dem ECD Sauerland

## Karrierestatistik
(Legende zur Spielerstatistik: Sp oder GP = absolvierte Spiele; T oder G = erzielte Tore; V oder A = erzielte Assists; Pkt oder Pts = erzielte Scorerpunkte; SM oder PIM = erhaltene Strafminuten; +/− = Plus/Minus-Bilanz; PP = erzielte Überzahltore; SH = erzielte Unterzahltore; GW = erzielte Siegtore; 1 Play-downs/Relegation; Kursiv: Statistik nicht vollständig)

## Familie
Greg Pruden ist der Vater von Garret Pruden, der ebenfalls als professioneller Eishockeyspieler tätig ist. Er hat unter anderem für den ERC Ingolstadt in der Deutschen Eishockey Liga (DEL) gespielt, ist aber hauptsächlich in der DEL2 aktiv.